# Assassinat de Ján Kuciak
Le texte peut changer fréquemment, n’est peut-être pas à jour et peut manquer de recul. 
Le titre et la description de l'acte concerné reposent sur la qualification juridique retenue lors de la rédaction de l'article et peuvent évoluer en même temps que celle-ci.
Le 21 février 2018, Ján Kuciak, journaliste slovaque, et sa compagne Martina Kušnírová ont été assassinés dans leur résidence de Veľká Mača, un village situé à 65 kilomètres de Bratislava, dans le district de Galanta. Cet événement a entraîné les manifestations les plus importantes depuis la révolution de Velours, et une crise politique qui aboutit à la démission du président du gouvernement Robert Fico et de deux de ses ministres.
L'homme d'affaires Marian Kočner est inculpé en mars 2019 pour avoir ordonné le meurtre du journaliste. Le 11 avril 2019, Miroslav Marček, un ancien militaire, avoue avoir exécuté les assassinats.

## Contexte
Avant ces meurtres, trois journalistes ont été assassinés en raison de leur activité dans l'Union européenne depuis 2008 — ce qui ne compte pas ceux qui sont morts dans l'attentat contre Charlie Hebdo, ni le meurtre de la journaliste suédoise Kim Wall qui n'était pas directement lié à son travail. Les assassinats de Kuciak et Kušnírová se produisent trois mois après celui de Daphne Caruana Galizia en octobre 2017, qui est le précédent cas d'une journaliste européenne tuée en raison de son métier.
C'est la première fois qu'un journaliste est tué en Slovaquie depuis que le pays a rejoint l'Union européenne en 2004. Toutefois, deux disparitions inexpliquées de reporters ont eu lieu dans le pays en 2008 et 2015.
Les assassinats se produisent un peu plus d'un mois après l'arrestation de 169 membres présumés de la 'Ndrangheta le 9 janvier 2018.

## Victimes et raisons de l'assassinat
Ján Kuciak enquêtait fréquemment sur les affaires de corruption dans les milieux d'affaires et politiques. Il avait déjà enquêté sur un cas de fraude fiscale qu'aurait commise Ladislav Bašternák, le propriétaire d’un complexe immobilier dans lequel réside Robert Fico, alors président du gouvernement slovaque. En 2017, il avait déposé une main courante contre Marián Kočner, un autre homme d'affaires qui avait également acquis un appartement dans cet immeuble, avant de le revendre. Il avait également enquêté sur Miroslav Bödör, un autre oligarque proche du pouvoir, et sur Robert Kaliňák, le ministre de l'Intérieur.
Peu de temps avant son assassinat, Kuciak affirmait sur Facebook avoir été menacé de mort par Marián Kočner, et avoir porté plainte auprès de la police, mais que celle-ci ne lui avait jamais répondu.
Ján Kuciak enquêtait pour le compte de Aktuality.sk, le site web d'investigation du tabloïd numéro 1 du pays, Nový čas, sur des soupçons de fraude fiscale et de corruption envers des hommes d'affaires proches de politiciens slovaques. La police soupçonne que sa mort soit directement liée à cette enquête. En effet, Kuciak enquêtait sur des liens entre la 'Ndrangheta — la mafia calabraise — et des hommes politiques slovaques. Tom Nicholson, un journaliste d’investigation anglo-canadien connaissant très bien la Slovaquie, a indiqué aux médias du pays que Kuciak travaillait récemment sur des soupçons de fraude en rapport avec des fonds structurels européens, organisée par la mafia italienne, dans l’est de la Slovaquie.
Le 25 février, Ján Kuciak et Martina Kušnírová sont abattus par balle dans la maison qu'ils envisageaient de reconstruire pour y vivre ensemble et se marier. Leurs corps sont retrouvés sur place le 26 février, après que la mère de Martina Kušnírová eut donné l'alerte.

## Enquête
Le gouvernement promet un million d'euros à toute personne fournissant des informations permettant de trouver les assassins.
Le 1er mars 2018, sept hommes d'affaires italiens que Kuciak citait dans le brouillon de son dernier article sont arrêtés à Michalovce, dans l'Est de la Slovaquie. Il s'agit d'Antonio Vadala et de plusieurs membres de sa famille que Kuciak soupçonnait de liens avec la mafia calabraise ‘Ndrangheta,. Le même jour le procureur italien de Catanzaro en Calabre, Nicola Gratteri, déclare sur une radio italienne « il est vraisemblable que derrière l’homicide se trouvent des familles calabraises. Il est évident que la 'Ndrangheta est capable de faire ces choses (...) La 'Ndrangheta est enracinée, pas seulement dans toute l’Italie mais aussi dans des pays européens comme l’Allemagne, la Suisse et aussi en Europe de l’Est, outre la Slovaquie également en Bulgarie et en Roumanie. La 'Ndrangheta est en train de s’étendre vers l’Est. Elle va là où il y a du pouvoir, de l’argent à gérer, des opportunités à saisir ». Le 3 mars, les sept Italiens sont relâchés,.
Le 13 mars, Antonio Vadala est de nouveau arrêté, avec 16 autres personnes. Mais ces arrestations se font après qu'un tribunal de Venise a lancé un mandat d'arrêt européen dans le cadre d'une affaire de trafic de drogue avec l'Amérique du Sud et de blanchiment d'argent, pas directement en lien avec l'enquête sur les assassinats. L'Italie a demandé l'extradition de Vadala.
En juin 2018, l'homme d'affaires Marián Kočner, l'un des principaux suspects car il avait menacé Kuciak de mort sur Facebook peu de temps avant son assassinat, est placé en détention pour soupçons de fraude, mais à ce moment cela n'est pas encore lié à l'assassinat. Le 27 septembre 2018, huit suspects sont interpellés. Ces arrestations auraient pu avoir lieu grâce à des photos prises par un satellite américain qui survolait la scène du crime au moment des meurtres. Les suspects seraient les exécutants des assassinats mais pas les commanditaires. Le 1er octobre 2018, quatre de ces personnes sont inculpées des assassinats ou de complicité d'assassinats : Tomáš Szabó, un ancien policier soupçonné d'avoir assassiné Kuciak et Kušnírová, Miroslav Marček soupçonné d'avoir servi de chauffeur, Zoltán Andruskó qui aurait servi d'intermédiaire, et Alena Zsuzsová, une ancienne interprète de Kočner, qui aurait servi d'intermédiaire et qui aurait versé 70 000 euros pour faire assassiner Kuciak. À l'occasion des inculpations, un autre reporter du quotidien Sme dit avoir été également menacé de mort par Kočner peu de temps après la mort de Kuciak.
Le 14 mars 2019, quatre personnes supplémentaires sont inculpées des assassinats de Kuciak et Kušnírová, dont Marián Kočner lui-même, accusé d'avoir commandité les meurtres. À cette occasion, Peter Bardy, l'ex-rédacteur en chef de Kuciak, dit que Kočner l'avait menacé au téléphone en 2017 après la publication d'une enquête de Kuciak qui l'impliquait. Le 11 avril 2019, un ancien militaire inculpé depuis octobre 2018 dénommé Miroslav Marček avoue le meurtre. Selon ses aveux, le commanditaire serait bien Marián Kočner, propriétaire de sociétés immobilières et qui avait menacé le journaliste un an avant son meurtre.

## Conséquences

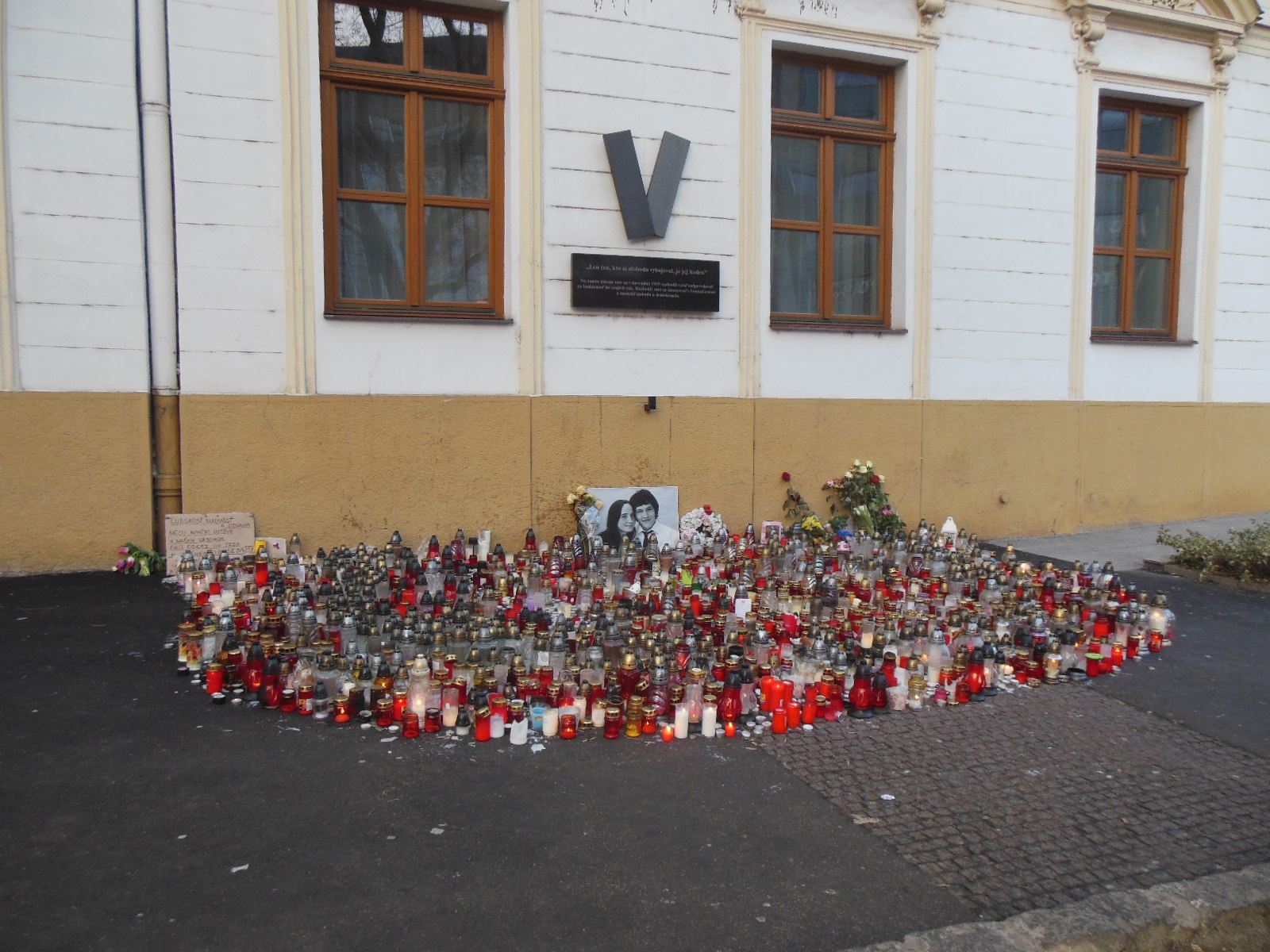
Mémorial improvisé en hommage à Ján Kuciak et à sa compagne Martina Kušnírová sur la place du Soulèvement national slovaque à Bratislava en mars 2018.

Plusieurs démissions au sein du gouvernement slovaque ont lieu après les meurtres de Kuciak et Kušnírová. Le 28 février, le ministre de la Culture Marek Maďarič démissionne en expliquant : « Franchement, en tant que ministre de la Culture, je ne peux supporter qu'un journaliste ait été assassiné alors que j'étais en fonctions ». Ensuite, le secrétaire du Conseil national de sécurité Viliam Jasan et une assistante du président du gouvernement, Mária Trošková (sk), démissionnent le temps de l'enquête car le dernier article de Kuciak pointaient leurs liens avec l'un des hommes d'affaires italiens arrêtés avant leur entrée au gouvernement.
Le ministre de l'Intérieur Robert Kaliňák est soupçonné d'entrave à la justice dans une affaire de corruption présumée. Une plainte a été déposée par Vasil Spirko du bureau du procureur spécial qui supervise l'enquête. Kaliňák et l'ancien ministre des Finances Ján Počiatek auraient reçu à plusieurs reprises des commissions allant jusqu'à 200 millions d'euros lors d'appels d'offres sur des services et matériels informatiques pour le ministère de l'Intérieur.
Le parti minoritaire Most-Híd a demandé les démissions du ministre de l’Intérieur Robert Kaliňák et du chef de la police Tibor Gašpar (en). Mais, entre cette demande et les démissions, la coalition au pouvoir s'en retrouve ébranlée. Le 4 mars 2018, le président Andrej Kiska dit envisager un remaniement profond du gouvernement ou des élections anticipées afin de mettre fin à la crise politique née des assassinats.
Ces assassinats déclenchent en mars une vague de manifestations dans toute la Slovaquie contre la corruption et contre la politique de Robert Fico, et quelques-unes en Tchéquie. La manifestation du 9 mars 2018 à Bratislava réunit 40 000 personnes, ce qui en fait la plus grande manifestation qui ait eu lieu dans la capitale depuis la révolution de Velours de 1989,. Malgré leur ampleur, elles se déroulent sans incident.
Robert Kaliňák annonce à son tour sa démission le 12 mars. Il est imité deux jours plus tard par Robert Fico.
Le 15 mars, Peter Pellegrini est chargé de former un nouveau gouvernement. Le 21 mars, Pellegrini devient officiellement président du gouvernement slovaque.

## Réactions

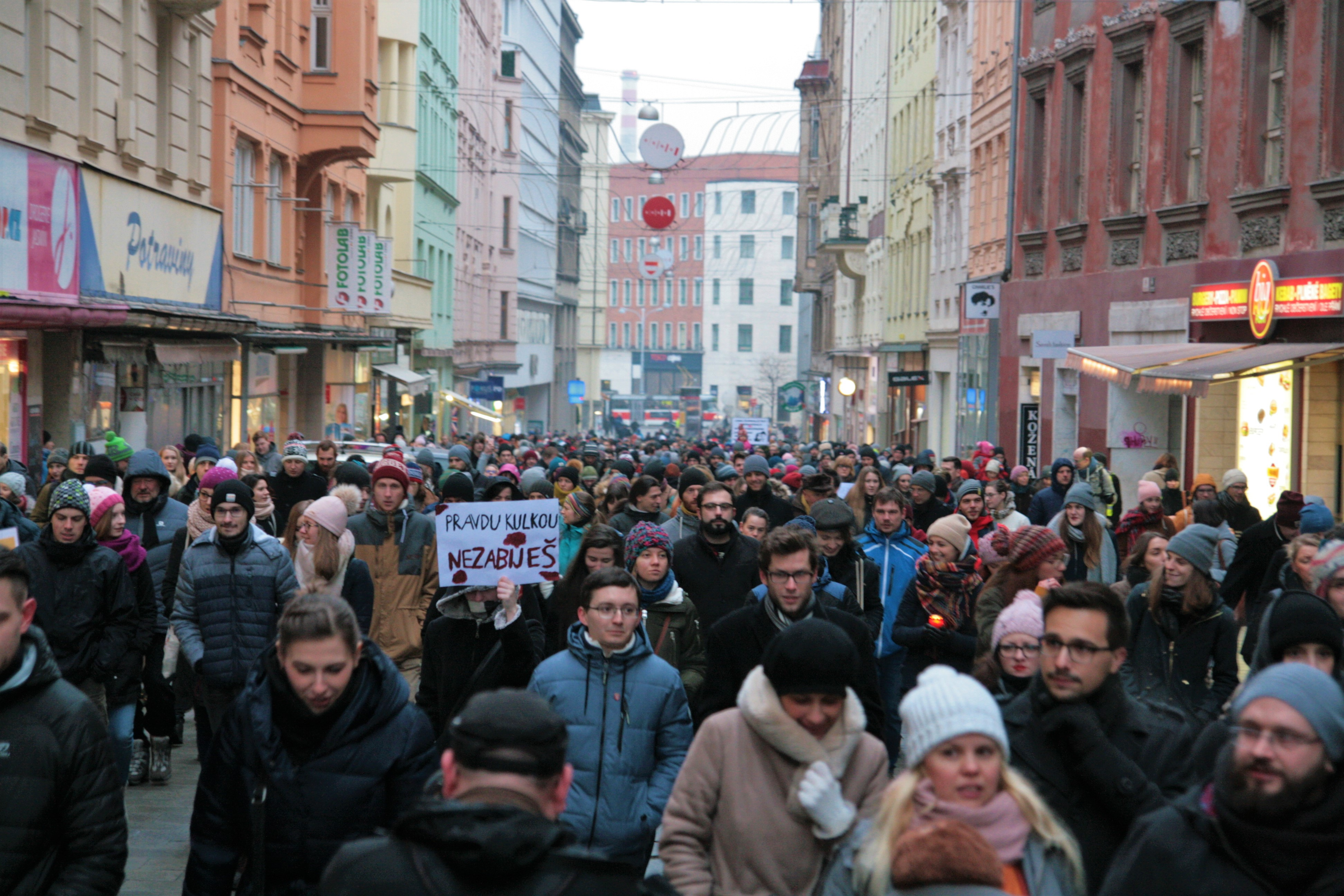
Manifestation en hommage à Ján Kuciak et Martina Kušnírová le 2 mars 2018.

Le président du gouvernement Robert Fico — bien que connu pour ses déclarations extrêmement violentes et ses insultes envers les journalistes — dénonce les deux assassinats ainsi : « Depuis 1998, tous les gouvernements slovaques ont respecté le rôle des médias dans la société slovaque et considéré la liberté de la presse comme faisant partie, de manière irremplaçable, de notre démocratie. »
La députée d'opposition Veronika Remišová réagit : « Les gens de SMER (le parti de Fico au pouvoir) ont multiplié les attaques verbales à l’encontre des journalistes. Ils ont participé au développement d’un climat délétère. »
Le président du Parlement européen, Antonio Tajani, condamne les meurtres et écrit sur Twitter : « L’UE ne peut pas accepter qu’un journaliste soit tué pour avoir fait son travail. J’appelle les autorités slovaques à lancer une enquête minutieuse avec un soutien international si nécessaire ». Il ajoutera, lors de l'ouverture de la session plénière du Parlement européen du 28 février 2018 : « C’est une attaque inacceptable contre la liberté de la presse, qui est une des valeurs fondamentales de nos démocraties, quelques mois après l’assassinat de la journaliste maltaise Daphne Caruana Galizia. ». Après son discours, les eurodéputés respectent une minute de silence.
Transparency International réagit : « Sa mort est une grande perte pour la Slovaquie et un très mauvais signal envoyé à ceux qui se montrent critiques [...] Quatre-vingt-dix pour cent des meurtres de journaliste ont lieu dans des pays où la corruption est importante. Mais il faut rester prudent quant aux mobiles du meurtre. Jan Kuciak travaillait en ce moment sur un dossier totalement inédit ».
Reporters sans frontières a vivement condamné ce meurtre,.

## Manifestations
Les meurtres ont entraîné de très importantes manifestations, dont les plus grosses de l'Histoire de la Slovaquie depuis la Révolution de Velours de 1989.
Le 28 février, un millier de personnes manifestent devant le siège du gouvernement. Parmi eux, Arpád Soltész, un journaliste slovaque et ancien collègue de Kuciak, qui déclare à l'AFP : « Le meurtre d'un journaliste à cause de son travail, c'est peut-être possible dans les Balkans, peut-être au Moyen-Orient, cela arrive sûrement en Russie, mais pas dans l'Union européenne. Il n'y a qu'une réponse à ce genre d'acte, finir son travail. Les hommes politiques ont leur part de responsabilité dans le meurtre de Ján, au moins en propageant la haine contre les journalistes ». Le 2 mars, des manifestations en mémoire de Ján Kuciak et de Martina Kušnírová ont lieu dans toute la Slovaquie, réunissant des milliers de personnes dont 25 000 à Bratislava. Parmi les slogans des manifestants, l'on peut lire « Journalistes, n'ayez pas peur, nous sommes avec vous ! ». Le président slovaque Andrej Kiska participe à la manifestation de Bratislava, et y organise une minute de silence. Des nouvelles manifestations sans incidents ont lieu dans toute la Slovaquie le 9 mars 2018, et quelques-unes en République tchèque, pour protester contre la corruption et la politique de Fico ; à Bratislava, 40 000 personnes défilent, ce qui en fait la plus grande manifestation de l'histoire de la ville depuis la révolution de Velours de 1989.
Une nouvelle manifestation rassemble le 16 mars 65 000 personnes dans la capitale slovaque, deux jours après que Fico a annoncé son départ du pouvoir. Les organisateurs du rassemblement appellent à la tenue d'élections anticipées, tandis que les manifestants scandent « Assez de SMER », en référence au nom du parti au pouvoir dirigé par Robert Fico.
Le 5 avril plus de 30 000 personnes manifestent à Bratislava pour exiger la démission de Tibor Gašpar, le chef de la police nationale.
Le 25 février 2019, 30 000 personnes défilent à Bratislava et dans trente-six villes et villages pour commémorer le premier anniversaire des assassinats.
Les assassinats de Kuciak et de Kušnírová ont fortement discrédité le SMER, déjà usé par une décennie de pouvoir, jouant probablement ainsi un rôle majeur dans la victoire de la candidate écologiste, progressiste et libérale Zuzana Čaputová, du parti Slovaquie progressiste, à l'élection présidentielle slovaque de 2019 (qui devient alors la première femme présidente de Slovaquie).
Le 22 février 2020, une manifestation pour commémorer les 2 ans du double assassinat a lieu à Bratislava, réunissant 15 000 personnes.

## Procès
Le 19 décembre 2019 s'ouvre le procès de 5 personnes : Marián Kočner, homme d'affaires véreux et chef présumé d'un réseau criminel qu'il aurait créé qui inclurait des juges, des policiers et des hommes politiques, accusé d'avoir commandité l'assassinat de Kuciak ; Tomáš Szabó et Miroslav Marček, les deux tueurs présumés, Marček ayant avoué le crime ; Alena Zsuzsová, l'interprète de Kočner qui aurait servi d'intermédiaire mais qui déclare être innocente ; et un cinquième accusé, Zoltán Andruskó, soupçonné d'avoir servi d'intermédiaire, n'est pas présent au tribunal car il a passé un accord avec la Justice – encore à valider au début du procès – pour être entendu comme témoin et jugé à part. Un collège de trois magistrats présidé par la juge Ružena Sabová a entamé la procédure préliminaire concernant les chefs d’accusation dans cette affaire de meurtre,. Le procès a lieu au siège de la Cour pénale spéciale, à Pezinok, placé sous très haute surveillance pour l'occasion – le bâtiment est gardé par la police anti-émeute et des chiens de garde, et Kočner s'y rend en portant un casque et un gilet pare-balles. Selon l'acte d'accusation, fuité en partie dans la presse, Kočner aurait menacé Ján Kuciak au téléphone à cause de plusieurs articles de ce dernier enquêtant sur ses affaires publiés en 2017, et qu'il aurait enquêté sur le journaliste et sa famille, mais n'ayant rien trouvé de compromettant, il aurait décidé de l'éliminer physiquement,. Du fait des mesures de sécurité exceptionnelles, de la stature de Kočner, des répercussions politiques importantes de l'assassinat de Kuciak, et des ramifications au sein de la classe politique, de la Justice et de la police encore à établir, ce procès est surnommé « le Procès du siècle » par la presse slovaque. Aktuality.sk, le site d’investigation pour lequel Kuciak travaillait, fait partie des médias qui couvrent l'événement.
Au premier jour, l'avocat de Kočner, Marek Para, demande un ajournement du procès, car il dit ne pas avoir reçu le dossier complet, ce qui est rejeté par les juges qui estiment avoir communiqué le dossier à tous les membres de la défense,. Au cours du procès, Kočner rejette la proposition de négocier le plaidoyer, ce qui lui permettrait de réduire une éventuelle peine, disant qu'il n'est « intéressé par aucun accord ». Pourtant, celui-ci risque la prison à perpétuité. L'audience suivante est fixée au 13 janvier.
Dans un procès séparé dans le cadre d'un accord de plaider-coupable, en décembre 2019, l'un des suspects, Zoltán Andruskó, accusé d'avoir servi d'intermédiaire, est jugé coupable. Il est condamné à 15 ans de prison.
L'avocat de la famille Kuciak à l'audience du 8 février 2020 n'est autre que Daniel Lipšic, un ancien ministre de la Justice et figure de la lutte anticorruption, qui était également un ennemi de Marian Kočner, et que ce dernier aurait déjà envisagé de faire assassiner aussi.
Miroslav Marček, qui a déjà avoué être le tireur, est condamné à 23 ans de prison.
Le verdict du procès devait être rendu le 5 août, mais la veille le tribunal annonce qu'il le sera finalement le 3 septembre 2020, sans expliquer les raisons de ce report. La presse locale estime que ce report peut être dû à d'éventuels doutes d'un juge sur la culpabilité d'un accusé. Ce jour-là, les verdicts sont bien rendus. Tomáš Szabó est condamné à 25 ans de prison. Par contre, la juge Ružena Sabová estime que la culpabilité de Marián Kočner et d'Alena Zsuzsová ne peut pas être prouvée, et au nom du bénéfice du doute, ils sont acquittés.
L'acquittement de Kočner est une surprise en Slovaquie. Les procureurs et les parties civiles font appel du jugement. Le premier ministre Igor Matovič, Reporters sans frontières et l'Association de défense de la liberté de presse expriment leur déception. Les soupçons de corruption de l'opinion publique slovaque envers les milieux politiques et judiciaires slovaques se renforcent. Kočner reste toutefois en prison car il a été condamné à 19 ans de prison en février 2020 pour avoir émis frauduleusement 69 millions d'euros de billets à ordre au détriment de la chaîne de télévision Markíza.
La Cour suprême slovaque ayant contesté en 2021 les acquittements de Kočner et de Zsuzsová, un deuxième procès se tient en mai 2023 à l'issue duquel Zsuzsova condamnée est condamnée à 25 ans de prison, mais Kocner est de nouveau acquitté.

## Dans la culture
L'auteur slovaque et ancien journaliste d'investigation Arpád Soltész publie en 2020 Le Bal des porcs, roman à clef présentant les protagonistes de l'affaire sous des pseudonymes : Ján Kuciak (Ondro), Vladimír Mečiar (Le Vieux), Robert Fico (Le Président), Marián Kočner (Wagner)...